# Tomoka Inaba
Tomoka Inaba (en japonés: (稲葉ともか, Inaba Tomoka) (Toyokawa, 24 de julio de 2002) es una luchadora profesional japonesa que trabaja como artista independiente y para las promociones Sendai Girls' Pro Wrestling y Pofessional Wrestling Just Tap Out.

## Carrera profesional

### Circuito independiente (2019-presente)
Es conocida por trabajar como artista autónoma en la escena independiente japonesa.

#### Pro Wrestling Wave (2020-presente)
Una de las otras promociones en las que compitió es Pro Wrestling Wave. Hizo su primera aparición en un house show del 7 de julio de 2020, donde formó equipo con Ayumi Hayashi y Suzu Suzuki para luchar contra Crea, Haruka Umesaki y Mikoto Shindo en un empate de quince minutos con límite de tiempo. Inaba también participó en uno de los eventos emblemáticos de la promoción, el torneo Catch the Wave, haciendo su primera aparición en la edición de 2021, situándose en el "Bloque Potencial" y sumando un total de dos puntos tras enfrentarse a Miyuki Takase, Mio Momono y Sakura Hirota. Ganó la edición de 2021 del "Young Block Oh! Oh!", la rama de novatas del torneo Catch the Wave, al ganar el "Bloque A" con un total de cinco puntos, en el que también participaron Ami Miura, Ai Houzan y Shizuku Tsukata. Inaba derrotó a Chie Ozora en la final del 28 de mayo.

#### World Wonder Ring Stardom (2022-presente)
La primera aparición de Inaba en un ring del World Wonder Ring Stardom se produjo el 11 de marzo de 2022, en el Stardom New Blood 1, un evento creado para promocionar a los talentos novatos, donde formó equipo con Aoi como el equipo JTO en un esfuerzo perdedor contra los miembros del stable Stars Saya Iida y Hanan. Compitió en un Cinderella Rumble match en la segunda noche del Stardom World Climax 2022 del 27 de marzo, partido ganado por Mei Suruga y en el que también participaron oponentes notables como Unagi Sayaka, Mina Shirakawa, Lady C, Saki Kashima y muchas otras.

### Professional Wrestling Just Tap Out (2019-presente)
Inaba hizo su debut en la lucha libre profesional en Professional Wrestling Just Tap Out (a menudo conocido como JTO) como una de las aprendices de Taka Michinoku el 8 de julio de 2019, haciendo equipo con Giulia y Kaori Yoneyama y derrotando a Saori Anou, Rhythm y Koharu Hinata como resultado de un combate tag team de seis hombres. En CMLL Lady's Ring, evento promovido por JTO en asociación con Consejo Mundial de Lucha Libre el 17 de septiembre de 2019, Inaba hizo equipo con Mima Shimoda para derrotar a Maika y Sonya.

## Campeonatos y logros
- Pro Wrestling Wave
  - Young Block Oh! Oh! (2021)
- Professional Wrestling Just Tap Out
  - Queen of JTO Championship (1 vez)
- Sendai Girls' Pro Wrestling
  - Sendai Girls Junior Championship (1 vez)[11]